# Mooste
Mooste (dt. Moisekatz) ist eine ehemalige Landgemeinde im estnischen Kreis Põlva mit einer Fläche von 185,2 km². Sie hatte 1570 Einwohner (Stand: 1. Januar 2006). Seit 2017 gehört Mooste zur Gemeinde Põlva.
Mooste wurde 1820 nach Aufhebung der Leibeigenschaft als Moisekatzi-Mooste gegründet und erhielt 1931 seinen heutigen Namen.
Neben dem Hauptort Mooste gehörten zur Landgemeinde die Dörfer Jaanimõisa, Kaaru, Kadaja, Kanassaare, Kastmekoja, Kauksi, Laho, Rasina, Säässaare, Säkna, Savimäe, Suurmetsa, Terepi und Viisli.
Sehenswert ist das imposante Gutshaus von Mooste, welches seit vielen Jahrzehnten als Volksschule benutzt wird.